# Clavaria globospora
Clavaria globospora är en svampart som beskrevs av Kauffman 1928. Clavaria globospora ingår i släktet Clavaria och familjen fingersvampar.   Inga underarter finns listade i Catalogue of Life.